# Yuanta Holland
Yuanta Demetrius Holland (Dayton, 4 febbraio 1978) è un ex cestista e allenatore di pallacanestro statunitense.

## Palmarès

### Giocatore
- Campionato svizzero: 2

Boncourt: 2003-2004, 2004-2005
- Coppa di Svizzera:1

Boncourt: 2005